# Webmarketing
O web marketing é o conjunto de instrumentos e 'modus operandi' que realça a presença ou a existência de uma empresa, profissional, pessoa, ou mesmo uma ideia em uma área pré definida ou em toda a rede mundial de computadores interligados com a utilização da internet.
É fundamental a divulgação de sites nos mecanismos de busca, dado que somente cerca de 20% a 25% de tudo que existe na WEB é publicada em tais mecanismos, e estes são responsáveis pela maioria de acessos aos sites. Para isso, os profissionais da WEB cadastram seus sites em diversos tipos de Buscadores, entre elas, Site de Busca, Guia Local e Guia de Busca Local.
Os profissionais de web marketing são os responsáveis em projetar na web websites para que assim, consigam ganhar visibilidade. Utilizam várias estratégias e ferramentas para conseguirem destacar websites junto do público alvo. Ou seja, o principal objetivo é dar a conhecer os serviços e produtos que os websites disponibilizam para os utilizadores da web que os procuram. Deste modo conseguindo assim aumentar as visitas e clientes de website.
As ações de web marketing podem ser classificadas entre 'ativas' e 'receptivas', sendo que a primeira trata dos projetos e atividades feitas no sentido de despertar a atenção dos usuários (consumidores) para uma comunicação específica, enquanto que as receptivas tratam do ambiente digital para onde o usuário é direcionado.
O web marketing também pode ser chamado de marketing na web, marketing na internet, ou ainda, e-marketing.
Tipos de websites e estratégias:
- Websites institucionais
- Hotsites promocionais e/ou temporários
- SEO - Search Engine Optimization
- SEM - Search Engine Marketing - Ações de links patrocinados
- E-mail marketing
- Marketing nas redes sociais
- Ações de Web 2.0 e colaborativas, como Blogs, videologs, conteúdos colaborativos, fóruns, entre outros

Todas as ferramentas e estratégias citadas acima são válidas também para o ambiente corporativo, destacando o uso bastante atual de blogs corporativos, onde as empresas buscam uma aproximação com seus clientes e/ou potenciais clientes. O webmarketing dentro do ambiente corporativo trata do conceito do marketing dentro da web, auxiliando as empresas a captarem leads (clientes potenciais) qualificados. Ou seja, pessoas que buscaram informações sobre seus produtos e ou serviços na web e se interessaram pelas suas soluções.
Hoje em dia qualquer pessoa pode criar um website, o que incentiva a partilha de conhecimentos, no entanto existem aspectos que não se devem ignorar.